# Manaurie
Manaurie là một xã của Pháp, nằm ở tỉnh Dordogne trong vùng Aquitaine của Pháp. Xã này có diện tích 9,97 km2, dân số năm 2006 là 158 người. Xã nằm ở khu vực có độ cao trung bình 78 m trên mực nước biển.

## Thông tin nhân khẩu
| Năm    | 1962 | 1968 | 1975 | 1982 | 1990 | 1999 | 2006 |
| ------ | ---- | ---- | ---- | ---- | ---- | ---- | ---- |
| Dân số | 174  | 163  | 151  | 159  | 141  | 142  | 158  |